# Cratere Souris
Souris  è un cratere sulla superficie di Marte.